# Rohrbach an der Lafnitz
Rohrbach an der Lafnitz est une commune autrichienne du district de Hartberg-Fürstenfeld en Styrie.